# Линдзи (град, Калифорния)
Линдзи (на английски: Lindsay) е град в окръг Тюлери, щата Калифорния, САЩ. Линдзи е с население от 13 303 жители (по приблизителна оценка от 2017 г.) и обща площ от 6,3 km². Намира се на 118 m надморска височина. ЗИП кодовете му са 93247, а телефонният му код е 559.